# Bandera de Extremadura
La bandera de Extremadura, según determina el artículo 4.1 del Estatuto de Autonomía está formada por tres franjas horizontales iguales, en orden de superior a inferior representando los colores verde, blanco y negro.
La versión con escudo, solamente para uso institucional, se regula en el artículo 5º de la Ley 4/1985, de 3 de junio, que indica que: 

El escudo de Extremadura figurará en: 2. Las banderas de Extremadura que se exhiben en los edificios o establecimientos de los distintos Organismos Públicos sitos en el territorio de la Comunidad Autónoma de Extremadura.

## Origen y versiones del significado de sus colores
Respecto a su origen, aparece por primera vez a mediados de los años 70 tras la muerte de Francisco Franco, en medio de las reivindicaciones autonomistas que se extienden por todas las zonas de España.
Son varias las versiones o interpretaciones que aparecen en distintas publicaciones sobre el significado de los colores de la misma, así como sobre su autoría, que sigue siendo desconocido a pesar de ser una bandera de reciente creación. Lo que sí llama la atención es que ya en los años 1980 se había popularizado tanto entre los extremeños, como principal símbolo de la identidad regional extremeña, que los ponentes del Estatuto de Autonomía en 1983 no dudaron en incluirla en el articulado del mismo.
En varias publicaciones de carácter oficial, se dice que los tonos de la bandera son un homenaje a la historia medieval de la región, representando:
- Verde: color del emblema de la Orden de Alcántara, implantada en el territorio de la actual provincia de Cáceres y posteriormente asentada también en Badajoz.
- Blanca: por ser el color empleado en el pendón real de León, repobladora de la región.
- Negra: en honor al estandarte de igual color de los reyes aftásidas de la Taifa de Badajoz, cuyo reinado destacaría por su contribución al arte y la cultura.

## Autoría
Recientemente en la prensa regional, un profesor de Historia llamado Antonio Galache Cortés reivindicaba en la sección de cartas al director, su autoría de la bandera extremeña: "Mi propuesta fue extraer de nuestro pasado histórico unos colores que se asociaran a la construcción de la entidad extremeña: verde, blanco y negro fueron los elegidos. Verde: color significativo de la etapa musulmana peninsular, época en la que Extremadura vivió su único periodo como territorio independiente con la taifa aftasí. Blanco: época la reconquista leonesa y la definitiva integración de nuestra tierra en el proyecto de la futura España. Negro: color con el que Estrabón describe la vestimenta de los indómitos lusitanos."
Sin embargo esta autoría defendida a título individual por este historiador no es aceptada por otras fuentes, Luis Ramallo, presidente pre-autonómico, defendió en una entrevista realizada en canal Extremadura televisión que la autoría de la misma correspondía al abogado de Oliva de la Frontera Martín Rodríguez Contreras. Esta misma autoría es defendida por el profesor de antropología Javier Marcos Arévalo, que en su estudio sobre la identidad extremeña afirma: por lo que se refiere a la bandera extremeña, inventada ex novo hace un par de décadas, tras varias propuestas terminó imponiéndose la presentada por el abogado Martín Rodríguez Contreras. La explica del siguiente modo: (...) Los colores se habían inspirado en los tradicionales de la cacereña capital (verde y blanco) y en los genuinamente clásicos de Badajoz (negro y blanco), que en feliz conjunción, y sirviendo el blanco como nexo de unidad fraternal, suponen como resultado la Tricolor, situándose por razón geográfica arriba el verde y el negro debajo (...) En cuanto a la simbólica representatividad del color, el verde materializa la esperanza, el blanco asume la honradez de la gente extremeña y el negro viene a recordarnos el paro, la marginación y el atraso, aunque también es bueno traer a nuestra memoria las connotaciones Almohades del referido (...). 
Su presentación a los medios de comunicación tuvo lugar el 27 de febrero de 1977, su primera presencia pública fue en la localidad de Oliva de la Frontera el 14 de noviembre de 1976 (...) y su sanción oficial tuvo lugar en la ciudad de Cáceres al aprobar la Junta Preautonómica una moción al efecto firmada y defendida por el comunicador, para ser incorporada más tarde al Estatuto de Extremadura» ( Rodríguez Contreras: «Sobre la bandera de Extremadura», en Encuentros de historia de Extremadura y su didáctica. Badajoz, Ministerio de Educación y Ciencia y CEP de Badajoz, 1993: 345-346)." Tampoco la viuda del ya fallecido abogado ha querido mantenerse al margen: en sendas cartas enviadas a periódicos locales, ha puesto de manifiesto el oportunismo de este historiador, que sólo comenzó a defender la autoría de la bandera tras la muerte del abogado y diputado Martín Rodríguez Contreras."
También existe la teoría, muy popularizada, de que en realidad la bandera se formó por la unión de los colores de los clubs de fútbol de las dos capitales de provincia, el Club Polideportivo Cacereño (camiseta verde y pantalón blanco) y el Club Deportivo Badajoz (camiseta blanquinegra y pantalón blanco). Lo que realmente sucede es que ambos clubs tomaron para sus uniformes unos colores tradicionales y representativos de su ciudad y provincia, como arriba queda explicado: el verde (Alcántara) para Cáceres y el negro (reino aftásida) para Badajoz.
Otra teoría señala que los colores serían por los siguientes motivos:
- Verde: esperanza por la nueva Extremadura que nace.
- Blanco: pureza por importancia de la naturaleza en la región.
- Negro: tristeza por los numerosos emigrantes que tuvieron que dejar su querida tierra.